# Неримъю
Неримъю — река в России, протекает по территории Троицко-Печорского района Республики Коми. Устье реки находится в 12 км по левому берегу реки Укъю. Длина реки составляет 34 км.
Река берёт начало на Северном Урале, на южных склонах горы Янгтумп (706 м НУМ). Начало реки находится близ границы с Ханты-Мансийским автономным округом и на глобальном водоразделе Печоры и Оби, рядом лежат верховья реки Янгтумп.
Течение носит горный характер, генеральное направление — запад, перед устьем поворачивает на северо-запад. Всё течение проходит в ненаселённой холмистой тайге на территории Печоро-Илычского заповедника. В среднем и нижнем течении часто дробится на протоки и образует острова и старицы, в среднем течении формирует долину между горой Сотчемъёльиз (1040 НУМ) и хребтом Неримъиз. Именованых притоков не имеет, принимает большое количество горных ручьёв, стекающих с окрестных холмов. Ширина реки в верхнем течении не превышает 10 метров, в среднем и нижнем течении около 25 метров. Скорость течения в среднем и нижнем течении около 1,1 м/с.

## Данные водного реестра
По данным государственного водного реестра России относится к Двинско-Печорскому бассейновому округу, водохозяйственный участок реки — Печора от истока до водомерного поста у посёлка Шердино, речной подбассейн реки — Бассейны притоков Печоры до впадения Усы. Речной бассейн реки — Печора.
По данным геоинформационной системы водохозяйственного районирования территории РФ, подготовленной Федеральным агентством водных ресурсов:
- Код водного объекта в государственном водном реестре — 03050100112103000058662
- Код по гидрологической изученности (ГИ) — 103005866
- Код бассейна — 03.05.01.001
- Номер тома по ГИ — 03
- Выпуск по ГИ — 0